# Acrofòbia
L'acrofòbia (del grec ἄκρος “alt, elevat” i φόβος “por”) a la por irracional i irreprimible a les altures. Igual que unes altres fòbies, l'acrofòbia genera forts nivells d'ansietat en els individus que la presenten, el que indueix una conducta d'evitació de la situació temuda. En aquest cas, les situacions amb una altura notable, com treure el cap per una balconada, trobar-se a la vora d'un precipici o estar en un mirador elevat, són típiques d'aquest tipus de fòbia. El tractament més comú per a aquesta, i en general, per a totes les fòbies, és una teràpia d'"habituació", en la qual el terapeuta ensenya al pacient a utilitzar tècniques de relaxació per a enfrontar les situacions estressants, i ho sotmet gradualment a les situacions on la fòbia es presenta, perquè la por vaja disminuint.